# Chièvres
Chièvres är en kommun i Belgien.   Den ligger i provinsen Hainaut och regionen Vallonien, i den centrala delen av landet, 50 km sydväst om huvudstaden Bryssel. Antalet invånare är 6 583.
Trakten runt Chièvres består till största delen av jordbruksmark. Runt Chièvres är det ganska tätbefolkat, med 93 invånare per kvadratkilometer.